# Felipe Pascucci
Felipe Pascucci (Genova, 1907. június 24. – 1966. december 18.) korábbi olasz labdarúgóedző. Az 1934-es világbajnokságon Argentína szövetségi kapitánya, valamint a Club Atlético River Plate edzője is volt.